# 1975 au théâtre
| Années du théâtre : 1972 - 1973 - 1974 - 1975 - 1976 - 1977 - 1978    |
| Décennies du théâtre : 1940 - 1950 - 1960 - 1970 - 1980 - 1990 - 2000 |

Cet article présente les faits marquants de l'année 1975 au théâtre.

## Événements
- Le Théâtre de Chaillot est reconnu théâtre national par le ministère français de la culture.
- Le festival d'Angers devient le festival d'Anjou.

## Pièces de théâtre publiées
- La Mort et l'écuyer du roi de Wole Soyinka, chez Methuen Drama.

## Pièces de théâtre représentées
- 6 février : Le Cid de Pierre Corneille, mise en scène de Michel Le Royer, Théâtre Montansier, Versailles
- 17 septembre : Antigone de Jean Anouilh, mise en scène de Nicole Anouilh, Théâtre des Mathurins
- 19 septembre : Peau de vache (pièce de théâtre) de Pierre Barillet et Jean-Pierre Grédy, mise en scène Jacques Charon, Théâtre de la Madeleine
- 7 novembre : Les Misérables de Paul Achard d'après Victor Hugo, mise en scène Jean Meyer, Théâtre de l'Agora à  Évry (Essonne) avec Jean Marais, Fernand Ledoux
- Trésor party de Bernard Régnier, mise en scène Jacques Ardouin, avec Francis Perrin, Nicole Jamet, Jean-Claude Aubé, théâtre Édouard VII

## Décès
- 9 janvier : Pierre Fresnay (°1897).
- 8 juin : Pierre Leproux (°1908).
- 5 juillet : Pavlo Virsky, danseur et chorégraphe ukrainien, de nationalité russe puis soviétique (°1905).
- 15 octobre : Jacques Charon, acteur et metteur en scène français (°1920).